# Selección femenina de voleibol de Yugoslavia
La selección femenina de voleibol de Yugoslavia era el equipo de voleibol femenino de Yugoslavia.

## Participaciones

### Juegos Olímpicos
| Año   | Resultado    | Pos.         | PJ           | G            | P            | GF           | GC           |
| ----- | ------------ | ------------ | ------------ | ------------ | ------------ | ------------ | ------------ |
| 1964  | No clasificó | No clasificó | No clasificó | No clasificó | No clasificó | No clasificó | No clasificó |
| 1988  | No clasificó | No clasificó | No clasificó | No clasificó | No clasificó | No clasificó | No clasificó |
| Total | 0 títulos    | 0/7          | 0            | 0            | 0            | 0            | 0            |

### Campeonato mundial
| Año   | Resultado     | Pos.         | PJ           | G            | P            | GF           | GC           |
| ----- | ------------- | ------------ | ------------ | ------------ | ------------ | ------------ | ------------ |
| 1952  | No clasificó  | No clasificó | No clasificó | No clasificó | No clasificó | No clasificó | No clasificó |
| 1974  | No clasificó  | No clasificó | No clasificó | No clasificó | No clasificó | No clasificó | No clasificó |
| 1978  | Primera ronda | 16º          | 9            | 4            | 5            | 15           | 16           |
| 1982  | No clasificó  | No clasificó | No clasificó | No clasificó | No clasificó | No clasificó | No clasificó |
| 1990  | No clasificó  | No clasificó | No clasificó | No clasificó | No clasificó | No clasificó | No clasificó |
| Total | 0 títulos     | 1/10         | 9            | 4            | 5            | 15           | 16           |

### Campeonato Europeo
| Año   | Resultado        | Pos.              | PJ           | G            | P            | GF           | GC           |
| ----- | ---------------- | ----------------- | ------------ | ------------ | ------------ | ------------ | ------------ |
| 1949  | No clasificó     | No clasificó      | No clasificó | No clasificó | No clasificó | No clasificó | No clasificó |
| 1950  | No clasificó     | No clasificó      | No clasificó | No clasificó | No clasificó | No clasificó | No clasificó |
| 1951  | Ronda Final      | Medalla de bronce | 5            | 2            | 3            | 7            | 9            |
| 1955  | No clasificó     | No clasificó      | No clasificó | No clasificó | No clasificó | No clasificó | No clasificó |
| 1958  | Grupo final      | 7°                | 9            | 2            | 7            | 11           | 22           |
| 1963  | Grupo final      | 8°                | 9            | 1            | 8            | 6            | 25           |
| 1967  | No clasificó     | No clasificó      | No clasificó | No clasificó | No clasificó | No clasificó | No clasificó |
| 1971  | Ronda preliminar | 14°               | 7            | 4            | 3            | 14           | 9            |
| 1975  | Ronda preliminar | 8°                | 7            | 4            | 3            | 15           | 13           |
| 1977  | Ronda preliminar | 9°                | 7            | 3            | 4            | 11           | 16           |
| 1979  | Ronda preliminar | 10°               | 7            | 2            | 5            | 9            | 16           |
| 1981  | Ronda preliminar | 9°                | 7            | 1            | 6            | 6            | 15           |
| 1983  | No clasificó     | No clasificó      | No clasificó | No clasificó | No clasificó | No clasificó | No clasificó |
| 1987  | No clasificó     | No clasificó      | No clasificó | No clasificó | No clasificó | No clasificó | No clasificó |
| 1989  | Ronda preliminar | 8°                | 7            | 2            | 5            | 7            | 15           |
| 1991  | Ronda preliminar | 12°               | 5            | 0            | 5            | 2            | 15           |
| Total | 0 títulos        | 10/17             | 70           | 20           | 50           | 88           | 153          |

### Copa Mundial
| Año   | Resultado    | Pos.         | PJ           | G            | P            | GF           | GC           |
| ----- | ------------ | ------------ | ------------ | ------------ | ------------ | ------------ | ------------ |
| 1973  | No clasificó | No clasificó | No clasificó | No clasificó | No clasificó | No clasificó | No clasificó |
| 1991  | No clasificó | No clasificó | No clasificó | No clasificó | No clasificó | No clasificó | No clasificó |
| Total | 0 títulos    | 0/6          | 0            | 0            | 0            | 0            | 0            |

### Juegos Mediterráneos
| Año   | Resultado       | Pos.              |
| ----- | --------------- | ----------------- |
| 1975  | Campeón         | Medalla de oro    |
| 1979  | Final           | Medalla de plata  |
| 1983  | Por el 3° lugar | Medalla de bronce |
| 1987  | No participó    | No participó      |
| 1991  | No participó    | No participó      |
| Total | 0 títulos       | 3/5               |

## Equipos destacados
Campeonato Europeo de Voleibol Femenino de 1951
- Štefanija Milošev, Nataša Luković, Gordana Tkačuk, Branka Popović, Desanka Končar, Danica Glumac, Liza Valentan, Anica Flis, Ančka Magušar, Tilka Završnik, DT: Branislav Marković

## Jugadoras destacadas
- Nataša Luković
- Štefanija Milošev
- Milica Stojadinović (1955-1971)[1]
- Cvijeta Stakić
- Nada Gašević
- Gabrijela Hrvat - Jurkić